# Phaedyma parvimacula
Phaedyma parvimacula är en fjärilsart som beskrevs av Henry Maurice Pendlebury 1933. Phaedyma parvimacula ingår i släktet Phaedyma och familjen praktfjärilar. Inga underarter finns listade i Catalogue of Life.